# Открытый чемпионат США по теннису 2016

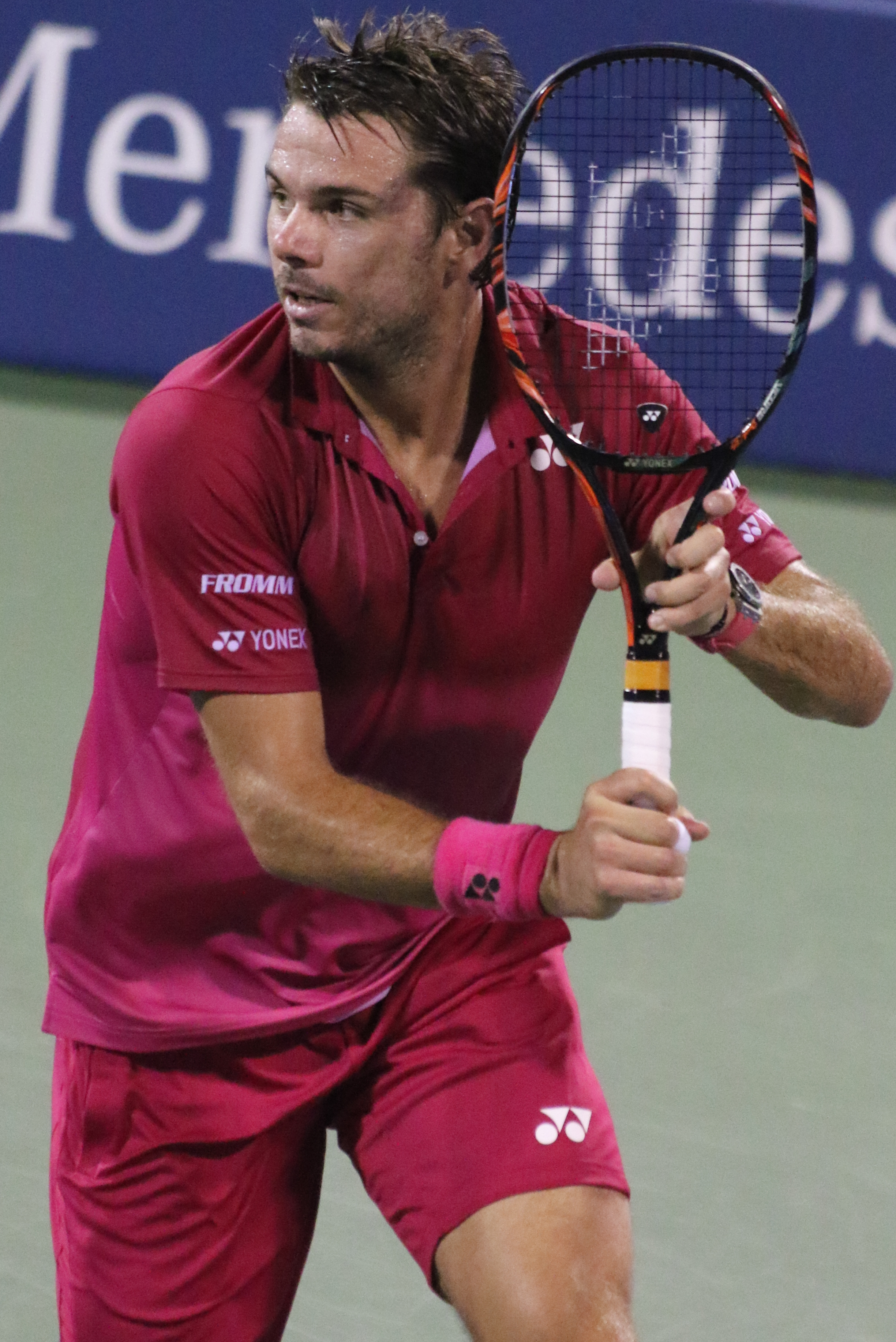
Победитель мужского одиночного турнира Стэн Вавринка.

Открытый чемпионат США 2016 — 136-й розыгрыш ежегодного профессионального теннисного турнира серии Большого шлема, проводящегося в американском городе Нью-Йорк на кортах местного Национального теннисного центра, носящего имя Билли Джин Кинг. Традиционно выявляются победители соревнования в девяти разрядах: в пяти — у взрослых и четырёх — у старших юниоров.
В 2016 году матчи основных сеток прошли с 29 августа по 11 сентября. Соревнование традиционно завершало сезон турниров серии в рамках календарного года. В 13-й раз подряд турниру предшествовала бонусная US Open Series для одиночных соревнований среди взрослых, шестёрка сильнейших по итогам которой, исходя из своих результатов на Открытом чемпионате США, дополнительно увеличивала свои призовые доходы. Призовой фонд соревнования составил рекордные 46 300 000 долларов.

## Соревнования

### Взрослые

#### Мужчины. Одиночный турнир
Стэн Вавринка обыграл  Новака Джоковича со счётом 6-7(1), 6-4, 7-5, 6-3.
- Вавринка выигрывает первый титул на турнире и 3-й за карьеру на соревнованиях серии Большого шлема.
- Вавринка выигрывает 4-й одиночный титул в сезоне и 15-й за карьеру в основном туре ассоциации.
- Джокович сыграл 6-й раз в финале турнира в США и 21-й раз на соревнованиях серии Большого шлема.
- Джокович сыграл 9-й одиночный финал в сезоне и 94-й за карьеру в основном туре ассоциации.

#### Женщины. Одиночный турнир
Анжелика Кербер обыграла  Каролину Плишкову со счётом 6-3, 4-6, 6-4.
- Кербер выигрывает первый титул на турнире и 2-й за карьеру на соревнованиях серии Большого шлема.
- Кербер выигрывает 3-й одиночный титул в сезоне и 10-й за карьеру в туре ассоциации.
- Плишкова сыграла дебютный финал на соревнованиях серии Большого шлема.
- Плишкова сыграла 4-й одиночный финал в сезоне и 16-й за карьеру в туре ассоциации.

#### Мужчины. Парный турнир
Джейми Маррей /  Бруно Соарес обыграли  Гильермо Гарсию Лопеса /  Пабло Карреньо Бусту со счётом 6-2, 6-3.
- Маррей и Соарес выигрывают 2-й совместный титул в сезоне и за карьеру на соревнованиях Большого шлема.
- Маррей выигрывает 3-й парный титул в сезоне и 16-й за карьеру в основном туре ассоциации.
- Соарес выигрывает 3-й парный титул в сезоне и 23-й за карьеру в основном туре ассоциации.

#### Женщины. Парный турнир
Бетани Маттек-Сандс /  Луция Шафаржова обыграли  Каролин Гарсию /  Кристину Младенович со счётом 2-6, 7-6(5), 6-4.
- Маттек-Сандс и Шафаржова выигрывают 1-й совместный титул в сезоне и 3-й за карьеру на соревнованиях Большого шлема.
- Маттек-Сандс выигрывает 3-й парный титул в сезоне и 20-й за карьеру в туре ассоциации.
- Шафаржова выигрывает 2-й парный титул в сезоне и 10-й за карьеру в туре ассоциации.

#### Микст
Лаура Зигемунд /  Мате Павич обыграли  Коко Вандевеге /  Раджива Рама со счётом 6-4, 6-4.
- Зигемунд и Павич выигрывают дебютный титул на соревнованиях Большого шлема.

### Юниоры

#### Юноши. Одиночный турнир
Феликс Оже-Альяссим обыграл  Миомира Кецмановича со счётом 6-3, 6-0.

#### Девушки. Одиночный турнир
Кайла Дэй обыграла  Викторию Кужмову со счётом 6-3, 6-2.

#### Юноши. Парный турнир
Хуан Карлос Агилар /  Фелипе Мелигени Алвес обыграли  Феликса Оже-Альяссима /  Бенджамина Сигуина со счётом 6-3, 7-6(4).

#### Девушки. Парный турнир
Эна Сибахара /  Джада Харт обыграли  Кайлу Дэй /  Каролину Доулхайд со счётом 4-6, 6-2, [13-11].